# Anni Pol·lió
Anni Pol·lió (Annius Pollio) fou un noble romà.
En temps de Tiberi, al final del seu regnat, fou acusat de majestas (traïció) però no fou portat a judici. Més tard fou íntim amic de Neró, però al descobrir-se la conspiració de Pisó fou acusat d'haver-hi participat (63) i fou desterrat. Estava casat amb una dona de nom Servília.